# Synagoga w Jiczynie
Synagoga w Jiczynie (cz. Synagoga v Jičíně) – synagoga znajdująca się w Jiczynie, w Czechach, przy ulicy Židovskéj 104.
Synagoga została zbudowana w drugiej połowie XVIII wieku. Po pożarze w 1840 roku przeszła poważną przebudowę, podczas której nadano jej cechy stylu klasycystycznego. Nabożeństwa odbywały się do II wojny światowej, podczas której zostało zniszczone cenne wyposażenie synagogi. Po zakończeniu wykorzystywana była jako magazyn. W 2002 roku rozpoczął się jej kapitalny remont.

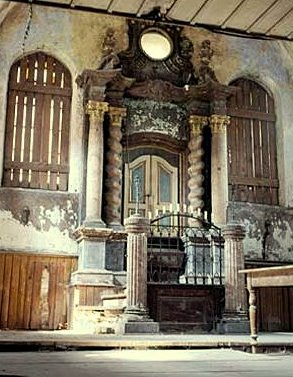
Aron ha-kodesz, widok współczesny

Murowany budynek synagogi wzniesiono na planie prostokąta. Wewnątrz znajduje się prostokątna główna sala modlitewna, w której na wschodniej ścianie zachowała się oprawa Aron ha-kodesz. W zachodniej części na piętrze znajduje się babiniec, do którego prowadzi osobna klatka schodowa.